# Монтигердович, Пётр Янович Белый
Пётр Янович Монтигердович по прозвищу Белый (ок. 1440—1499) — государственный деятель Великого княжества Литовского, маршалок дворный литовский (1480—1482), воевода трокский (1491—1499) и маршалок великий литовский (1491—1497).

## Биография
Представитель шляхетского рода Монтигердовичей герба «Вадвич». Сын Яна Петровича и внук маршалка земского Петра Монтигердовича.
Владел Олыкой на Волыни, Дубровой и Нядреском в Заславском княжестве, Шацком и Цитвой в Минском повете, Лахвой на Полесье, Ивье и Лоском. В 1492 году получил во владение Несвиж. Также ему принадлежали браславское и луцкое староства.
В 1487 году Пётр Монтигердович Белый получил должность маршалка Волынской земли. В 1491 году — воевода трокский и маршалок великий литовский. Неоднократно участвовал в посольствах великого князя литовского Александра Ягеллончика в Москву.
Его сын Ян погиб в битве с русскими под Ведрошей (1500), после чего все имения отошли к дочери Софии, жене гетмана великого литовского Станислава Петровича Кишки (ум. 1513/1514).